# 浮秤

浮秤の挿絵。流体密度が低いほど浮動錘の胴部Bは深く沈む。その深さは頸部の目盛りAから読み出される。

浮秤（うきばかり、ふひょう　英:Hydrometer）は、浮力の概念に基づいて液体の相対密度を測定するのに用いられる計器。

## 概要
浮秤は一般的に、浮力を持つ密封された中空ガラス管の太い胴部と、それを安定させる鉛や水銀などで出来た錘と、計測用の目盛紙が入った細い頸部からなる。
試料は背の高いメスシリンダーなどの容器に注がれており、浮秤は自由に浮かぶまで静かに試料の中に浸される。液面が浮秤の頸部に触れる箇所は、液体の相対密度と相関関係がある。浮秤が静止した後、その位置を頸部の目盛りで読み取り、実務では測定を幾度か繰り返してその平均値をとる。浮秤には、密度と相関する特性に対応した任意の目盛紙を頸部に入れる事が可能である。
浮秤は、牛乳の密度（とろみ）を測定する牛乳計、液体中の糖分密度を測定する糖度計、蒸留酒の高いアルコール度数を測定するアルコール計など、さまざまな用途に合わせて較正されている。
浮秤はアルキメデスの原理こと、流体中の物体はそれが「排除した流体の重量に等しい大きさ」の浮力を有するという原理を活用したものである。流体の密度が低いほど、規定重量の浮秤はより深く沈む。頸部は比重ほか1つ以上の尺度で目盛り付けされている。

## 歴史

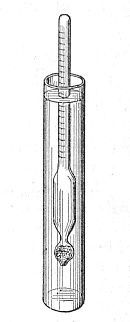
実践物理学で使われる浮秤

浮秤は恐らく古代ギリシアの哲学者アルキメデス（紀元前3世紀）にまで遡り、彼の原理を活用して様々な液体の密度を検分している。浮秤についての初期の叙述は、西暦2世紀にレムニウスによって書かれたラテン語の詩に見られ、彼は浮秤の使用をヒエロン2世の王冠の金含有量を判定するためアルキメデスによって用いられた流体置換の方法と比較している。
西暦4-5世紀の重要なギリシャの女性数学者ヒュパティアは、伝統的に浮秤と関連付けられる最初の人物である。ヒュパティアは弟子のシュネシオスから浮秤を作るよう手紙で依頼されている。

件の器具は円筒形の管で、フルートの形状かつサイズもほぼ同じである。それには垂直な線で刻みが付いており、これにより我々は水の重量を試験できる。この円筒の一端に1つの円錐が密着して蓋を形成している。円錐と円筒はひとつの底部に過ぎず、これがbarylliumと呼ばれている。水中にその円筒を静置するたび、それは屹立を維持する。そうなれば容易に刻み目を数えることが可能で、このやり方で水の重量を確定できる。

アラビア科学史百科事典(Encyclopedia of the History of Arabic Science)によれば、それは11世紀にビールーニーによって使用され、12世紀にアブル・ハーズィニーによって説明されたという。1612年にガリレオと彼の友人達によって再発見され、特にアカデミア・デル・チメントでの実験で使用された。1675年にはロバート・ボイル（彼が"hydrometer"を造語した）の研究で再登場したほか、18世紀後半になるとアントワーヌ・ボーメ（比重を表すボーメ度の由来）、ウィリアム・ニコルソン、ジャック・シャルルによって複数の種類が考案され、多かれ少なかれ同時代にアルコール容量を自動判定できるバーソロミュー・サイクスの装置発見に至った。サイクス装置の使用は、1818年に英国の法律によって義務化された。

## 範囲
浮秤は、灯油、ガソリン、アルコールといった低密度の液体ではより深く沈み、塩水、牛乳、酸といった高密度の液体ではさほど沈まない。高密度の液体で使用される浮秤は、頸部の頂上付近に1.000(水)の印があり、低密度の液体で使うものだと底付近に1.000の印があるのが一般的である。多くの産業界では、想定しうる比重範囲をカバーするため幾つもの浮秤(1.0-0.95, 0.95-)機器を使用している。

## 目盛り

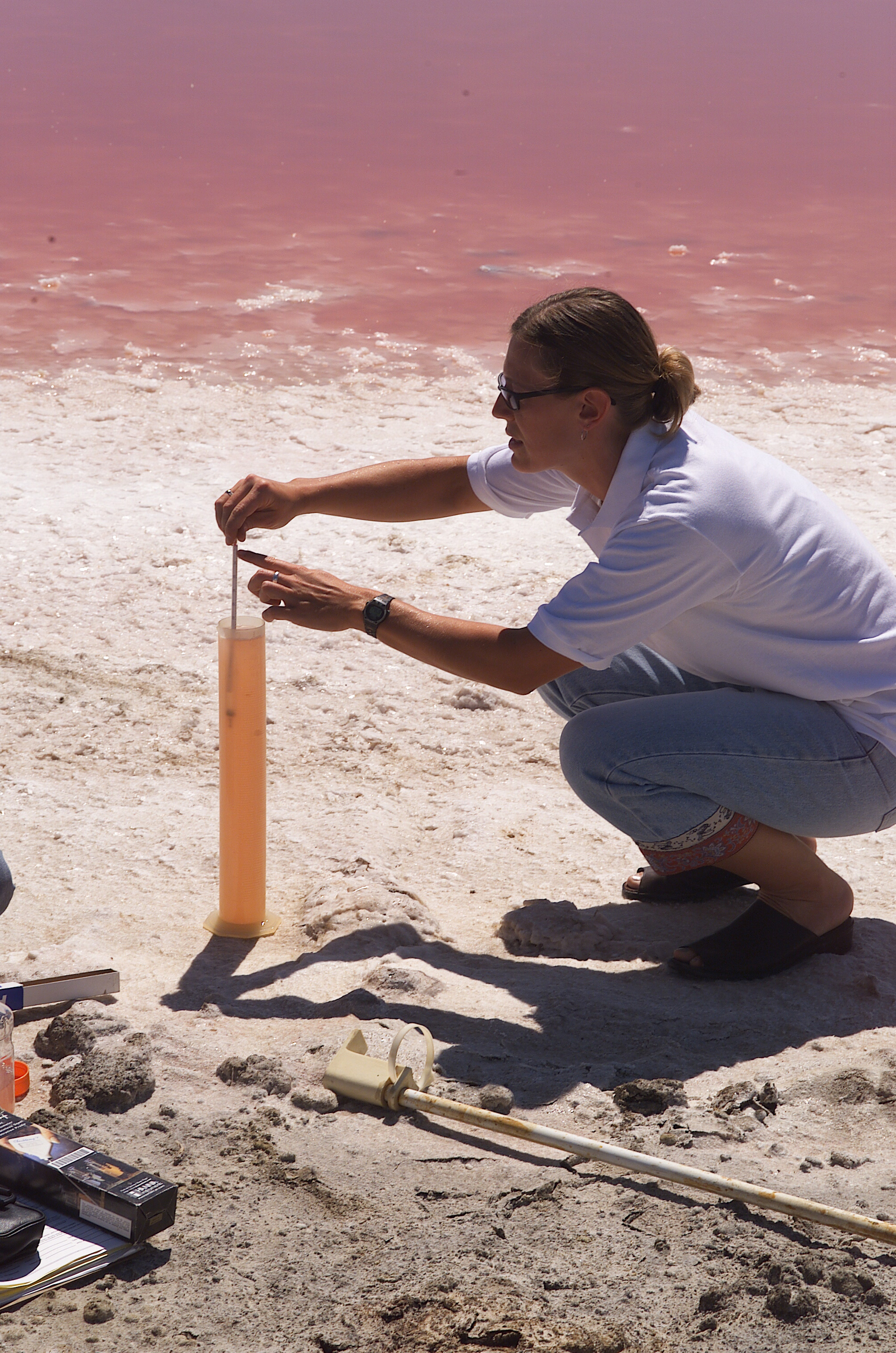
浮秤を使って塩田の塩水密度を測定する作業員

現代の浮秤は一般的に比重を測定するが、特定産業では異なる目盛りが使用されていた（または今でも使われている）。次のような例がある。
- API度 - 石油産業によって世界規模で普遍的に使用されている。
- ボーメ度 - 以前は産業化学および薬理学で使用されていた。
- 糖度 - 主にフルーツジュース、ワイン製造、砂糖産業で使用される。
- エクスレ度 - ブドウ果醪[注釈 1]の密度を測定するのに使用される。
- 麦汁濃度（プラトー）[12] - 主にビール醸造に使用。
- トワドル目盛り - 比重から1を引いて200倍した数値[13]。以前は漂白および染色業界で使用されていた[14]。

## 特殊な浮秤
特殊な浮秤は、多くの場合その用途に応じて命名される。例えば牛乳計は、乳製品で使用するために特別設計された浮秤である。それらはこの特定名で呼ばれることもあれば、浮秤として言及される場合もある。

### アルコール度数計
アルコール度数計は、本質的にアルコールと水の混合物である液体のアルコール度数を示す浮秤である。アルコール濃度計とも呼ばれる。流体の密度を測定する。糖やそれ以外の溶解物質が存在しない場合、水中のエタノール溶液の比重はアルコール濃度と直接相関しうる。多くは事前に算出済みの比重に基づいた「潜在的なアルコール」の体積％が記された目盛りが付いている。
この目盛りで「潜在的なアルコール」の測定値が高いということは、比重が大きいことが原因であり、それは溶解した糖や炭水化物を基本とする材料の導入によって引き起こされると推定される。発酵の前後に測定値が取得され、発酵前の測定値から発酵後の測定値を差し引くことで近似アルコール含有量が決まることになる（具体例は比重 (ビール)を参照）。

### 牛乳計
牛乳計は、牛乳の純度を確認するのに用いられる。牛乳には水より重かったり軽かったりする様々な物質を含んでいるため、牛乳の比重はその組成を決定的に示すものではない。全体的な組成を決定するには、脂肪含有量の追加試験が必要となる。この機器には百分目盛りが付いている。牛乳を注いでクリームが形成されるまで放置し、その時のクリーム沈着の深さが牛乳の品質を決定する。サンプルの牛乳が純粋であれば牛乳計は浮かぶ。混ぜ物があったり不純だったりすると牛乳計は沈む。

### 糖度計

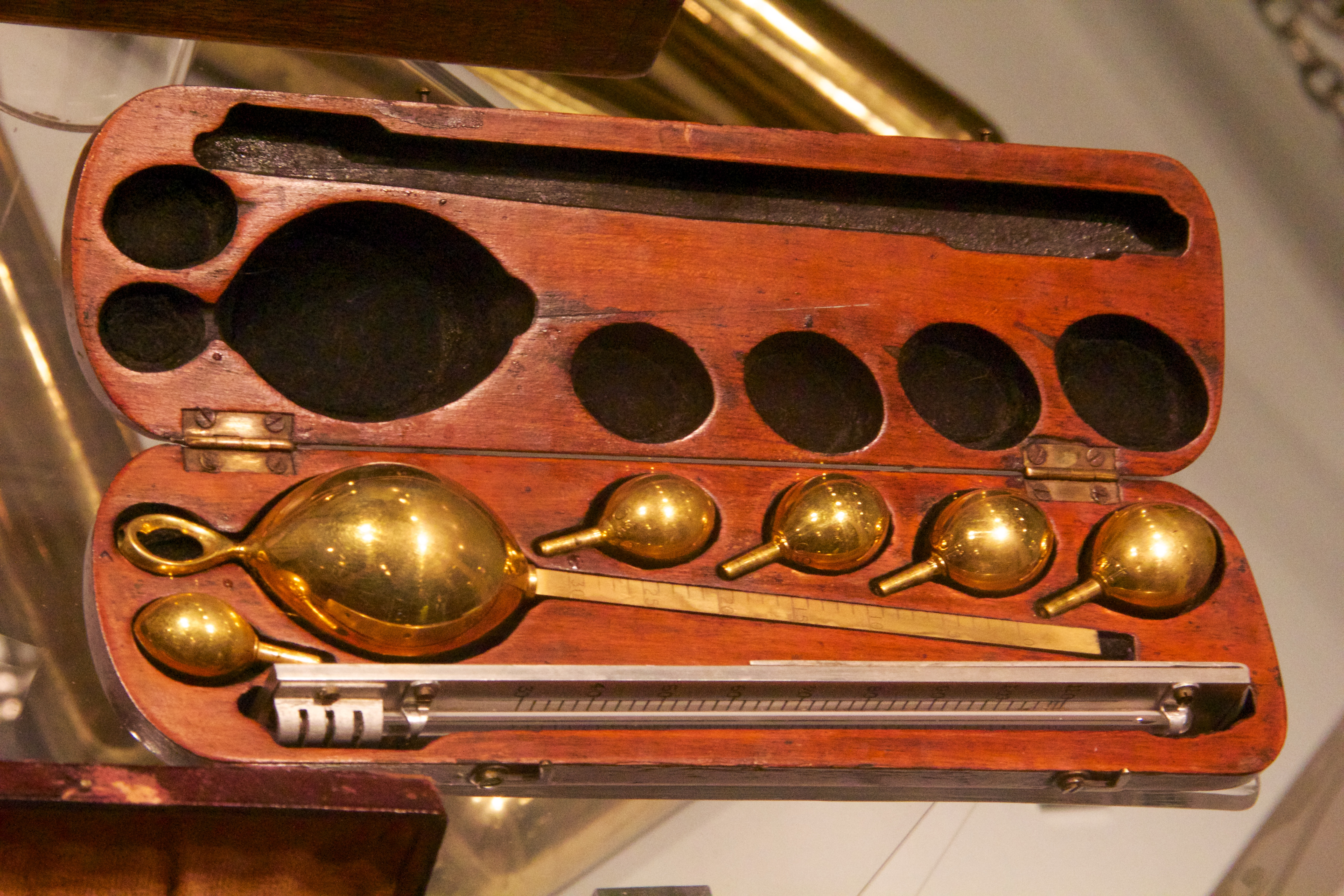
20世紀の糖度計

サッカロメーター（浮標式糖度計）は溶液中の糖分量を判定するのに用いられる浮秤で、トーマス・トムソンによって発明された。主にワイン製造者やビール醸造業者によって使われており、他にはシャーベットやアイスクリームを作る際に使われたりもする。
最初のビール醸造業向け糖度計はベンジャミン・マーティンによって構築され、1770年にジェームズ・バベルストックによって醸造で用いられた。 ヘンリー・スラーレがその使用を採用し、後の1784年ジョン・リチャードソンによって普及した。
砂糖と水の混合物を測定する糖度計は、水よりも大きな密度を測定する。それは錘となる大きなガラス電球（胴部）と、その頂部から立ち上がる較正済み印のついた薄い頸部とで出来ている。糖度は、液面が目盛りと交差する値を読み取ることで決定される。糖度が高いほど溶液が濃くなり、そのため胴部は高く浮くことになる。

### 温度計内蔵の比重計
温度計内蔵の比重計(Thermohydrometer)は、浮動部分に温度計が付いている浮秤である。燃料油など石油製品の密度を測定するにあたって、密度は温度に依存するため、試験片は一般的に温度計が背後に設置された加熱ジャケットで加熱される。軽油は通常15°Cで冷却ジャケット内に置かれる。 多くの揮発性成分を有する超軽質油は、揮発損失を最小限に抑えるために浮遊ピストンのサンプル装置を用いて様々な容積で測定される。

### バッテリー比重計
鉛蓄電池の充電状態は、電解質として使われる硫酸溶液の密度から推定することができる。 16 °C で水に対する比重を読み取るよう較正された浮秤は、自動車用バッテリーを扱う際の標準器具である。（常に温度が16℃とは限らないため）標準温度での測定値へと修正するのに換算表が使われる。浮秤は、電解質が用途に適した濃度であるかを確認するため湿式ニッケル・カドミウム蓄電池のメンテナンスにも使用される。この化学電池にとって、電解質の比重は電池の充電状態とは関連がない。なお、自動車用のものには確認窓や確認窓つきの液栓を持つものがあるが、これも簡易的な比重計の一種である（たいていの場合、「良好」（十分に充電され電解液の比重が適切であり、電解液の量も不足していない状態）「充電不足」（充電が不足することで電解液の比重が低下している状態）「液不足」（電解液の量が低下している状態）の3種類の表示が定義されている）。
温度計を備えたバッテリー比重計は、温度補正付きの比重と電解質温度を測定する。

### 不凍液テスター
浮秤のもう一つの自動車用途は、エンジン冷却で使用される不凍液の品質試験である。凍結保護の程度は、不凍液の密度・濃度と関連がある。測定された密度と凝固点の間に異なる関係を持つ別タイプの不凍液もある。

### pH計
ペーハー測定器（pH計）は、酸の比重を測定するために使用される浮秤である。

### バーコメーター
バーコメーターは、 皮革のタンニンなめし加工に使用されるタンニン溶液の濃度を調べるために較正された浮秤である。

### 検塩器
検塩器は、水中の塩分含有量を測定するために使用される浮秤である。

### 尿比重計
尿比重計 (urinometer) は、臨床尿検査のために設計された医療用浮秤である。尿の比重は水に対する溶物（老廃物）の比率によって決まるので、尿比重計が患者の全体的な水分補給レベルを素早く評価してくれる。

### ギャラリー

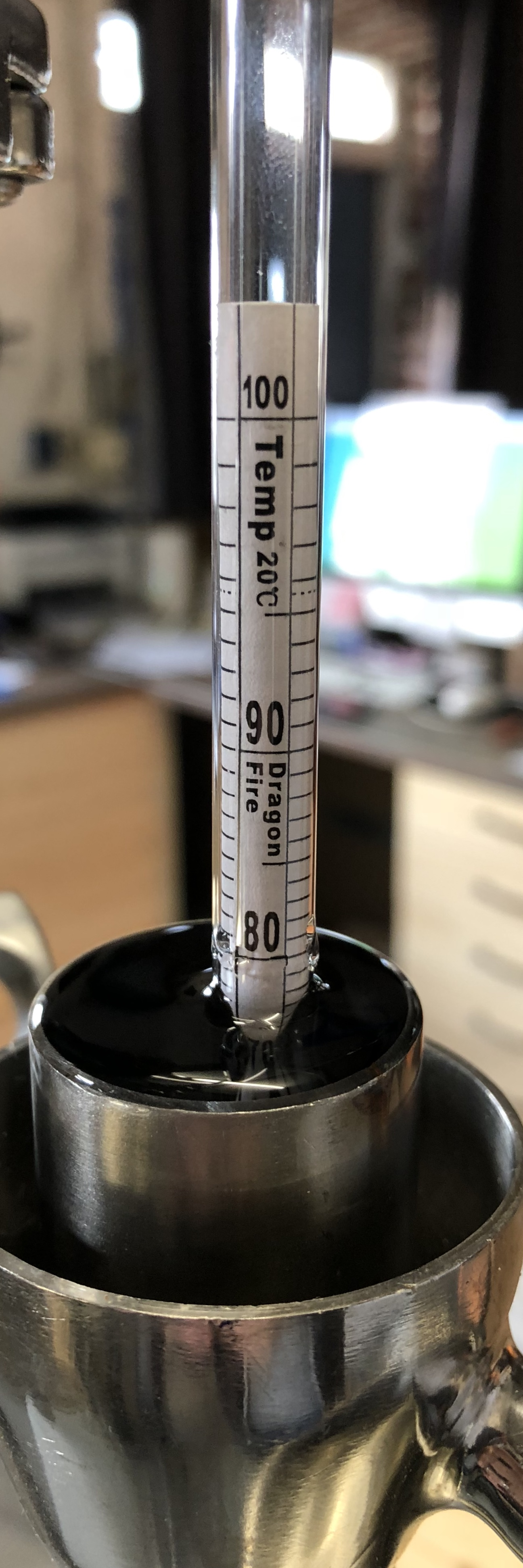
アルコール度数計
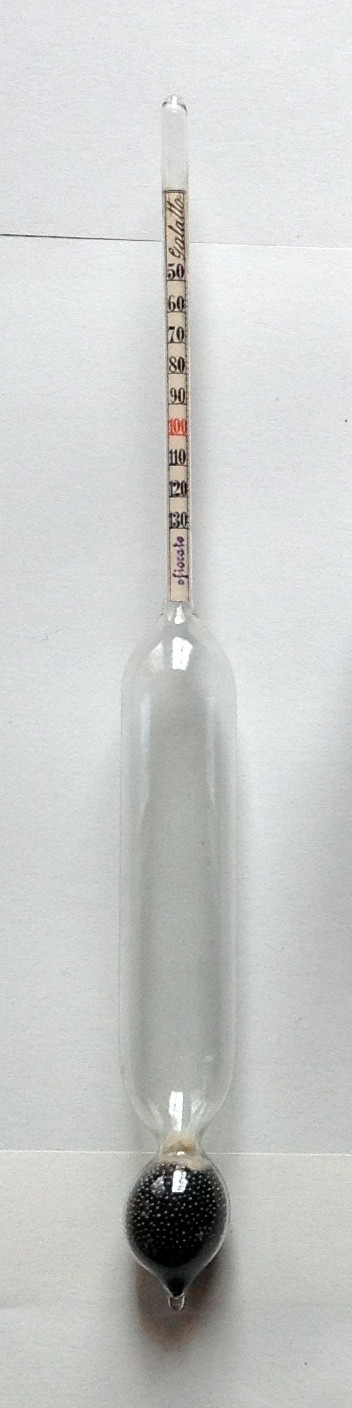
牛乳計
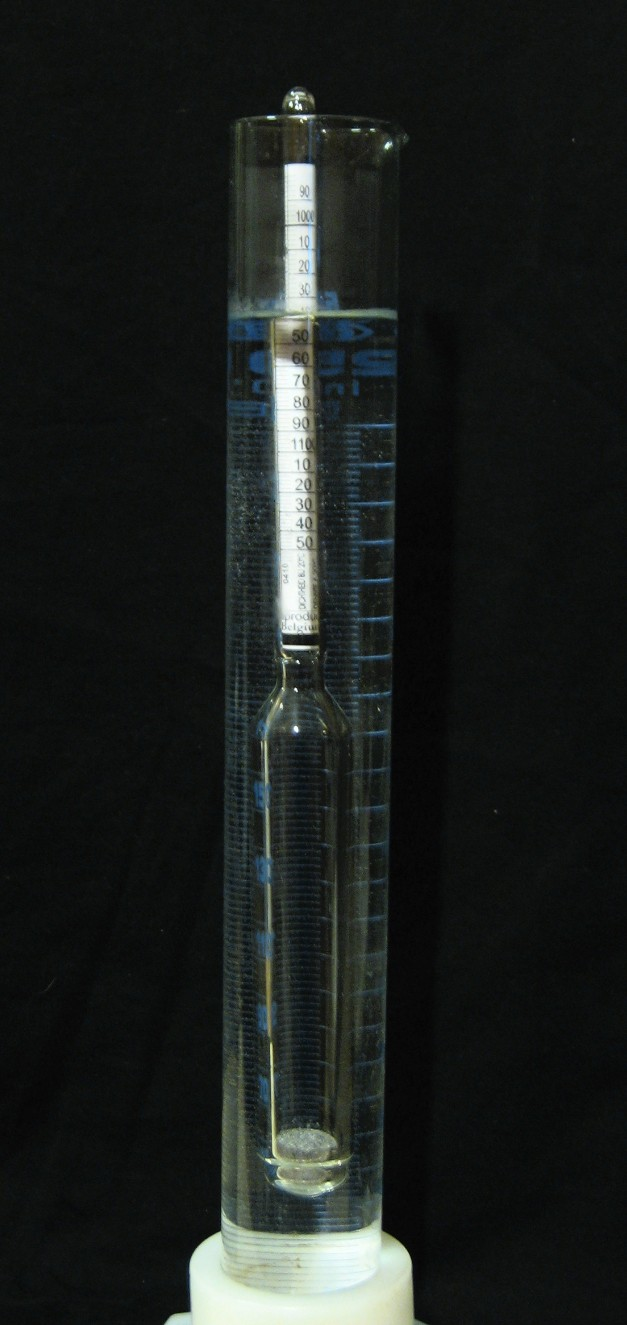
糖度計
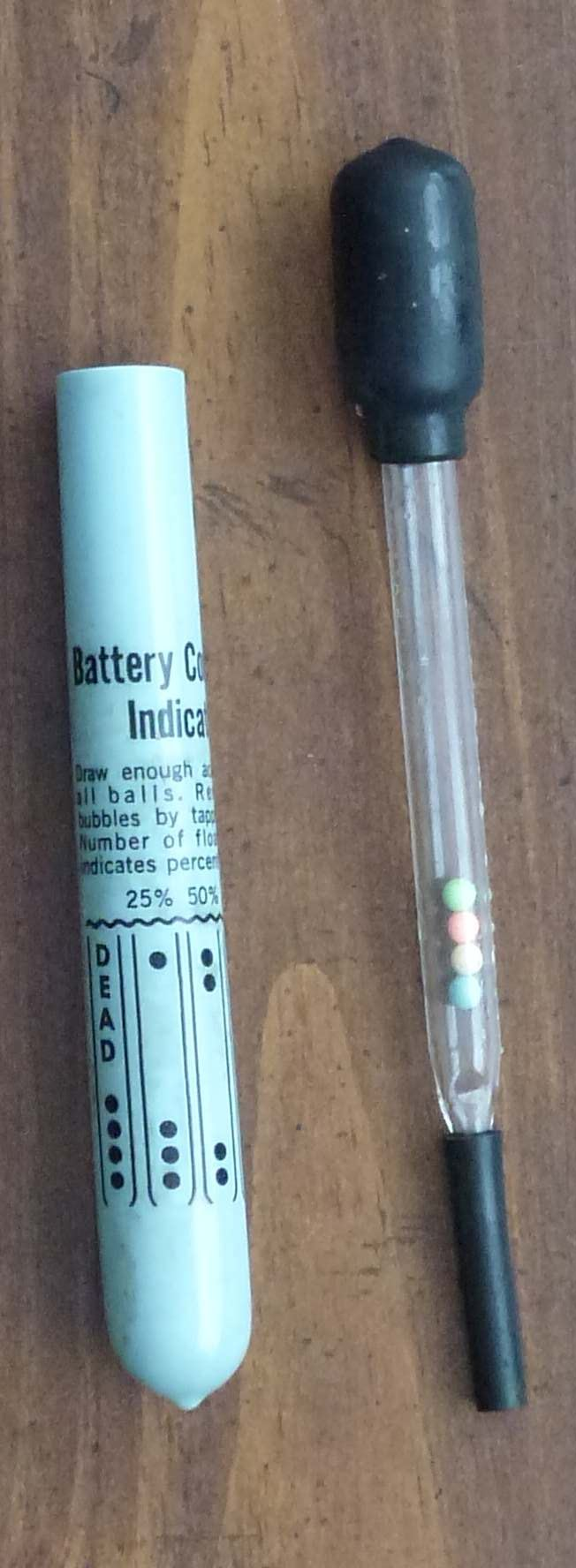
バッテリー比重計
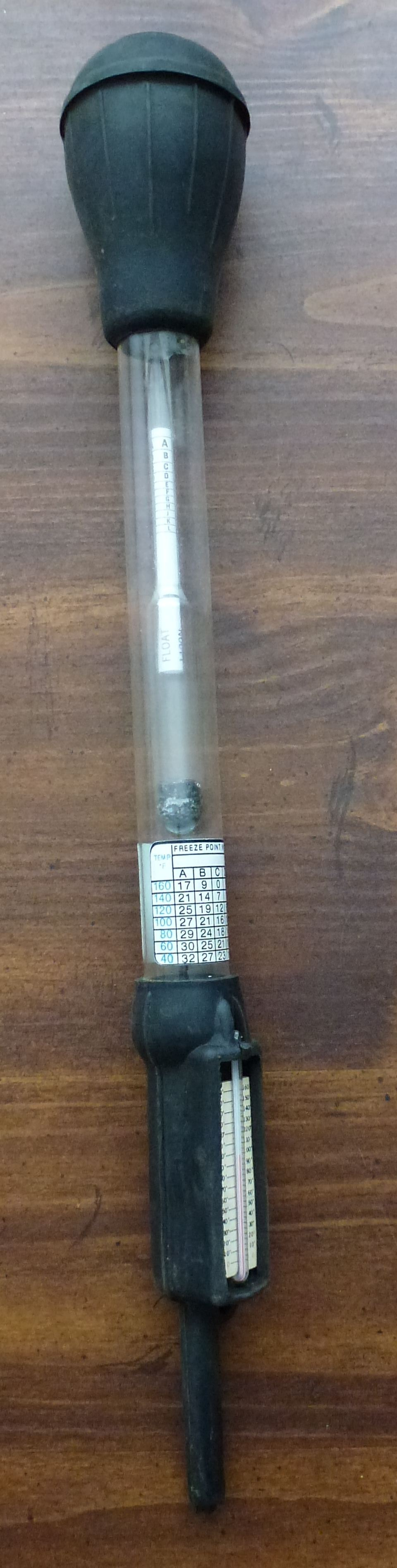
不凍液テスター

## 土壌分析で使用
浮秤分析とは、細粒度の高い土壌、シルト、粘土を評価する工程である。粒径がふるい分析 (Sieve analysis) に対して小さすぎる場合に、浮秤分析が実施される。この試験は、落下の終端速度が粒径と懸濁液など流体の粒子密度に依存するという、粘性流体中の球体落下に関するストークスの式に基づいている。粒径はこうして落下の距離と時間の知識から算出可能である。浮秤はまた、懸濁液の比重（または密度）も決定するため、これで特定の同じ粒径を持つ粒子の割合が算出できるようになる。